# イングリダ・スニスキーネ
イングリダ・スニスキーネ（リトアニア語: Ingrida Snieskiene、1978年1月1日 - ）は、リトアニア出身のフィギュアスケート選手（女子シングル）。現在はコーチ。1999年世界選手権リトアニア代表。

## 主な戦績
| 大会/年          | 1998-99 |
| ---------------- | ------- |
| 世界選手権       | 31      |
| 欧州選手権       | 26      |
| ネペラメモリアル | 11      |
| タリン杯         | 8       |